# The Guitar
The Guitar ist ein US-amerikanisches Filmdrama aus dem Jahr 2008. Regie führte Amy Redford, das Drehbuch schrieb Amos Poe.

## Handlung
Melody Wilder verliert eines Tages ihre Arbeit und wird von ihrem Freund verlassen. Sie erfährt am gleichen Tag von ihrer Ärztin Dr. Murray, dass sie an Krebs erkrankt ist und nicht operiert werden kann. Ihr bleibe ungefähr ein Monat zum Leben.
Sie mietet eine große Wohnung und kauft teure Möbel, freundet sich mit den Mitarbeitern der Lieferantenfirmen Roscoe Wasz und Cookie an. Sie verbringt viel Zeit mit dem Spielen auf einer Gitarre, die sie sich als Kind wünschte.
Als sie ihre Lebenszeit als abgelaufen betrachtet, teilen ihr die Ärzte mit, dass ihr Tumor verschwunden ist. Diese Heilung sei für einen minimalen Anteil von Patienten bekannt. Auf die Frage der Ärztin, was sie seit der ersten Diagnose geändert habe, sagt Melody: „Alles“.
Melody verliert nun ihre neue Loftwohnung, für die sie die Miete nicht gezahlt hatte, verkauft die Möbel, für die sie nur ein paar Dollar bekommt, und wird obdachlos. An Gegenständen bleibt ihr nur die Gitarre. Sie beschließt, auch diese zu verkaufen, doch sie revidiert im letzten Moment die Entscheidung und behält das Instrument.
Im Central-Park versucht sie etwas Geld zu machen, indem sie auf der unverstärkten Gitarre das einfache Drei-Akkord Thema spielt, das sie sich erarbeitet hat. Ein Junkie-Musiker leiht ihr spontan einen Miniverstärker ... er wird kurz darauf verhaftet und taucht nicht mehr auf.
Als Melody nun ihre Songskizze verstärkt spielt, wird eine vorbeilaufende Gruppe Musiker auf sie aufmerksam.
Später findet sie sich auf der Bühne eines Clubs wieder ... Aus ihrer intimen Interaktion mit der Wunschgitarre ihrer Kindheit ist ein Rocksong geworden und sie ist Teil der Band.

## Kritiken
Duane Byrge schrieb in der Zeitschrift The Hollywood Reporter vom 21. Januar 2008, das Drehbuch zeige „psychologische Klugheit“, es leide jedoch unter erzählerischen Schwächen. Amy Redfords Regie sei „reichlich geistvoll“ und ermögliche es dem Film, Zuschauerinnen der Mainstream-Filme anzusprechen. Die „smart modulierte“ Darstellung von Saffron Burrows gewinne die Herzen der Zuschauer.
Justin Chang schrieb in der Zeitschrift Variety vom 19. Januar 2008, der Film der als Regisseurin debütierenden Amy Redford sei „uneinheitlich“, aber „gelegentlich bezaubernd“. Die „feinfühlige“ Darstellung von Saffron Burrows trage zum Charme des Films bei.

## Hintergründe
Gedreht wurde der Film in New York. Weltpremiere feierte er am 18. Januar 2008 auf dem Sundance Film Festival, dem einige weitere Filmfestivals wie das Internationale Filmfestival Karlovy Vary im Juli 2008 folgten. Ab dem 7. November 2008 lief der Film in den USA in ausgewählten Kinos.